# 먹물

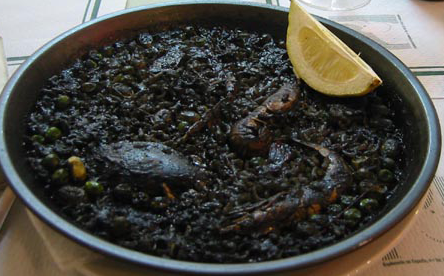
오징어 먹물의 진한 색깔을 띈 아로스 네그레.

먹물은 두족류의 대부분이 내뿜을 수 있는 검은 색소를 말한다. 앵무조개류를 제외한 대부분의 두족류가 먹물을 뿜을 수 있으며, 문어목 가운데 Cirrina아목도 가능하다.